# Phân loài

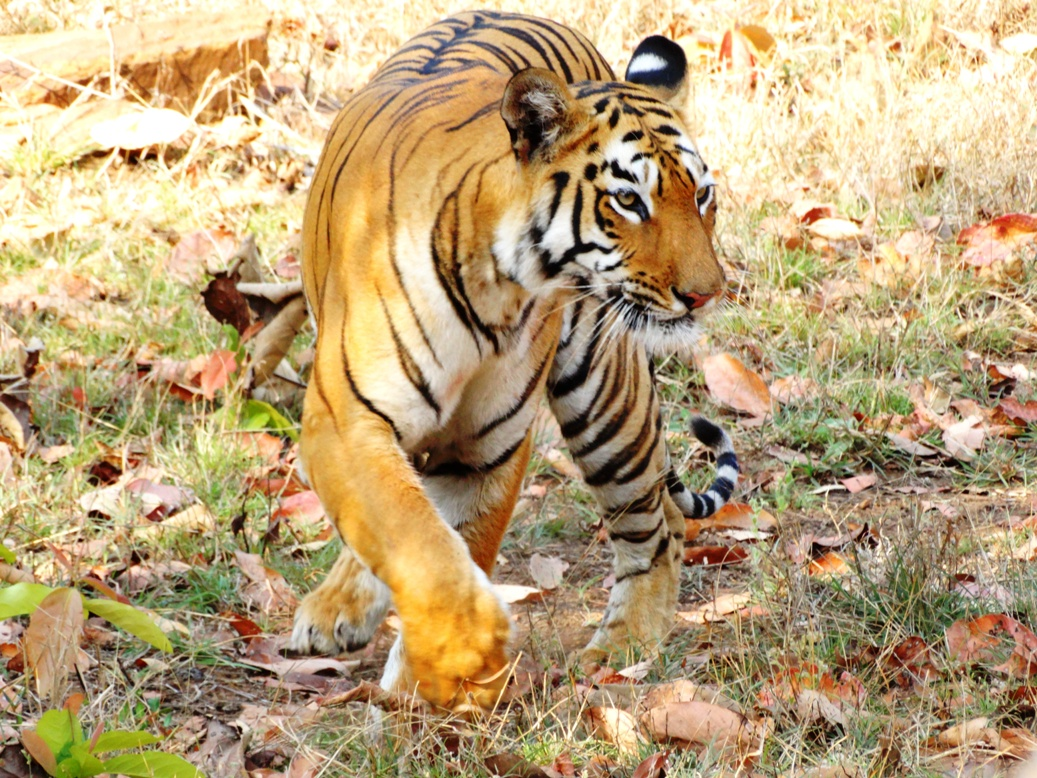
Hổ Bengal (Panthera tigris tigris) là một phân loài của Hổ (Panthera tigris).

Trong phân loại học sinh vật cũng như trong các nhánh khác của sinh học, phân loài (subspecies) hay còn gọi là phụ loài là cấp nằm ngay dưới loài. Phân loài là một nhóm phân loại với ít khác biệt hơn so với loài mà từ đó nó phát sinh. Các đặc trưng được quy cho phân loài nói chung xuất phát từ các thay đổi diễn ra hay tiến hóa như là kết quả của sự phân bố hay sự cô lập về mặt địa lý từ loài ban đầu. Phân loài có thể được miêu tả như là sự đa dạng hóa của loài ban đầu (hay dạng được chỉ định) do các phân loài của cùng một loài luôn luôn có dạng được chỉ định hay loài ban đầu như là tổ tiên chung, nghĩa là chúng luôn luôn bắt nguồn từ một dòng dõi tổ tiên chung.

## Danh pháp
Trong phân loại động vật, tên khoa học của phân loài là danh pháp hai phần kết hợp với tên phân loài, ví dụ Homo sapiens sapiens. ICZN (ấn bản lần thứ 4, 2000) không có ý định đề ra quy tắc chung cho bất kỳ "thực thể cận phân loài" nào (như các chủng người hay các giống vật nuôi).
Nếu có nhu cầu về một đơn vị phân loại cận đặc trưng nào trong việc đặt danh pháp cho động vật, một danh pháp ba phần có thể được miêu tả cho phân loài. Nhiều "mẫu vật điển hình" khác có thể cũng được miêu tả, nhưng chúng nói chung không nên coi là tuyệt đối và vô điều kiện. Các dạng này không có địa vị chính thức, mặc dù chúng có thể là hữu ích trong việc miêu tả các dị biệt theo địa lý hay độ cao.
Một phân loài được chỉ ra bằng cách nhắc lại phần thứ hai trong danh pháp khoa học của loài được biết đến như là phân loài được chỉ định. Vì thế Motacilla alba alba là phân loài được chỉ định của chim chìa vôi trắng (Motacilla alba). Trong các bài báo khoa học, phân loài nói chung hay được viết tắt là subsp. hay ssp. — ví dụ, chìa vôi trắng ssp. yarrellii, có nghĩa là chìa vôi trắng phân loài yarrellii hay chìa vôi lông đen trắng.
Một số ví dụ:
- Chó nhà (Canis lupus familiaris) và chó Dingo (Canis lupus dingo) là các phân loài của loài sói xám (Canis lupus).
- Mèo nhà (Felis silvestris catus) và mèo hoang châu Phi (Felis silvestris libyca) là các phân loài của loài mèo rừng (Felis silvestris).

Ghi chú
- Trong thực vật học, phân loài là bậc phân loại duy nhất có tên ba phần.
- Trong vi khuẩn học, các thuật ngữ phân loài và thứ (varieta) thường có thể sử dụng hoán đổi cho nhau (xem ICNB).

## Tiêu chí
Các thành viên của một phân loài là khác biệt về mặt hình thái với các thành viên của các phân loài khác trong cùng một loài. Các phân loài được định nghĩa trong tương quan đến loài. Sẽ là khó hiểu khái niệm phân loài mà không nắm bắt được thế nào là loài. Trong ngữ cảnh của các sinh vật sống rộng lớn như cây, hoa, chim, cá và người v.v thì loài có thể định nghĩa như là nhóm có thể nhận biết được và khác biệt, phải thỏa mãn 2 điều kiện:
1. Các thành viên của nhóm là có thể phân biệt được một cách đáng tin cậy với các thành viên của các nhóm khác. Các khác biệt có thể được xem xét theo nhiều cách thức khác nhau, như khác biệt về hình dạng lá, số lượng lông vũ khác nhau trên cánh, hành vi giao phối cụ thể, kích thước tương đối của bộ xương, các khác biệt trong chuỗi DNA v.v. Không tồn tại một tập hợp tối thiểu và cụ thể các khác biệt. Tiêu chí duy nhất là các khác biệt cần phải là có thể nhận thấy được một cách đáng tin cậy. Tuy nhiên, trong thực tế, các khác biệt rất nhỏ có xu hướng bị bỏ qua.
2. Luồng vật chất di truyền (di trú gen) giữa nhóm và các nhóm khác là nhỏ và có thể được trông chờ là tồn tại như vậy do thậm chí nếu hai nhóm được đặt cạnh nhau thì chúng cũng không lai giống với một quy mô lớn nào.

Lưu ý điều kiện quan trọng trên đây: để được coi là các nhóm khác biệt thay vì chỉ là nhóm biến đổi đơn lẻ thì khác biệt phải là dễ dàng nhận ra chứ không phải đơn giản chỉ là vấn đề của mức độ biến đổi liên tục. Ví dụ, nếu quần thể đang xem xét là (các) loại ếch và khác biệt giữa hai nhóm là các cá thể sống ở đầu nguồn nước nói chung có màu trắng, trong khi các cá thể ở cuối nguồn nước có màu đen, thì chúng sẽ được coi và được phân loại là các nhóm khác biệt nếu như các cá thể ếch của quần thể ở khu vực trung gian có xu hướng hoặc là có màu trắng hoặc là có màu đen, nhưng chúng sẽ chỉ được coi là nhóm biến đổi đơn lẻ nếu như quần thể ếch ở đoạn trung gian sẽ dần dần sẫm màu lại khi quan sát xuôi theo dòng chảy.
Đây không phải là điều kiện ngẫu hứng. Thay đổi dần dần, gọi là dị biệt, là chứng cứ rõ ràng về di trú gen đáng kể giữa hai quần thể đang xem xét. Ngược lại, ranh giới rõ ràng giữa đen và trắng, hay khu vực lai ghép tương đối nhỏ và ổn định, chỉ ra rằng hai quần thể không lai ghép ở quy mô lớn nào đáng kể và có thể coi là các loài tách biệt. Tuy nhiên, việc phân loại chúng như là các loài hay các phân loài tách biệt phụ thuộc vào tại sao chúng lại không lai ghép với nhau.
Nếu như hai nhóm không lai ghép với nhau do một điều gì đó thực chất là thuộc về bản chất của cơ chế di truyền (chẳng hạn ếch đen không thấy ếch trắng là hấp dẫn về mặt tình dục, hay chúng giao phối ở các thời kỳ khác nhau trong năm) thì chúng là các loài khác nhau.
Ngược lại, nếu hai nhóm có thể lai giống một cách tự do khi các cản trở ngoại cảnh bị phá bỏ (chẳng hạn do thác nước quá cao nên ếch không thể nhảy qua, hay do các quần thể này là quá xa nhau) thì chúng chỉ là các phân loài. Các yếu tố khác bao gồm các khác biệt trong hành vi giao phối hay thời gian và các ảnh hưởng sinh thái như đất đai (màu đất, chất dinh dưỡng v.v).
Cũng lưu ý rằng khác biệt giữa loài và phân loài chỉ phụ thuộc vào sự có thể xảy ra là khi không có các cản trở ngoại cảnh thì hai quần thể có thể hợp nhất lại thành một quần thể duy nhất và thống nhất về mặt di truyền hay không. Nó không có gì liên quan với cái gọi là 'khác biệt như thế nào' mà hai nhóm này dường như là có trong các quan sát của con người.
Khi kiến thức về một nhóm cụ thể nào đó được tích lũy thêm, việc sắp xếp thể loại cho nó có thể cần phải đánh giá lại. Ví dụ, sẻ đồng đá (Anthus petrosus) trước đây được coi là phân loài của sẻ đồng nước (Anthus spinoletta), nhưng hiện nay được coi là các loài khác nhau.

## Đơn và đa đại diện
Loài đơn đại diện không có các chủng, hay chỉ có một chủng khi xem xét tổng thể cả loài. Loài đơn đại diện có thể xảy ra theo nhiều cách:
- Tất cả các thành viên của loài là rất giống nhau và không thể phân chia một cách hợp lý thành các tiểu thể loại đáng chú ý về mặt sinh học.
- Các cá thể là biến đổi một cách đáng kể nhưng sự biến đổi này về bản chất là ngẫu nhiên và chủ yếu là không có ý nghĩa đến mức như là có liên quan tới sự truyền tải di truyền của các biến thiên này.
- Các biến thiên giữa các cá thể là đáng chú ý và tuân theo một kiểu mẫu, nhưng không có các đường phân chia rõ ràng giữa các nhóm tách biệt: chúng phai nhòa lẫn nhau đến mức không thể nhận thấy. Biến thiên dị biệt như vậy luôn luôn chỉ ra di trú gen đáng kể giữa các nhóm dường như là tách biệt khi tạo ra (các) quần thể này. Các quần thể có sự di trú gen đáng kể và đều đều giữa chúng nói chung là chỉ thị cho loài đơn đại diện, thậm chí ngay cả khi có thể nhận thấy các biến thiên di truyền ở mức độ tương đối.

Loài đa đại diện có hai hay nhiều hơn các chủng và phân loài. Chúng là các nhóm tách biệt và khác biệt một cách rõ ràng với nhau và nói chung không lai ghép (mặc dù có thể có khu vực lai ghép hóa tương đối hẹp), nhưng chúng có thể lai ghép tự do nếu như có cơ hội để thực hiện điều này. Lưu ý rằng các nhóm mà không thể lai ghép tự do ngay cả khi đưa lại gần nhau để cho chúng có cơ hội thực hiện điều này thì không là các chủng mà chúng là các loài khác nhau.